# Mölbling
Mölbling (tiếng Slovene: Molnek) là một đô thị thuộc huyện Sankt Veit an der Glan trong bang Kärnten trong nước Áo. Đô thị Mölbling có diện tích 48,73 km², dân số thời điểm năm 2005 là 1269 người.